# Dagomba (państwo)
Dagomba – państwo plemienne w Afryce Zachodniej.
Królestwo Dagomba powstało w XV wieku na terenie obecnej Ghany. W XVIII–XIX wieku znalazło się pod zwierzchnictwem państwa Aszantów, któremu płaciło daninę w niewolnikach. W 1896 roku królestwo zostało zajęte przez Wielką Brytanię, jednak Anglicy nie usuwali lokalnych władców, dzięki czemu władza królewska oficjalnie przetrwała do czasów współczesnych. Od 1957 roku Dagomba znajduje się na terenie niepodległej Ghany, jednak podobnie jak i inne lokalne królestwa plemienne (np. Mamprusi) posiada pewną autonomię, podporządkowując się jedynie rządowi federalnemu w Akrze. W ostatnim czasie region Dagomba jest bardzo niestabilny: w 2002 roku podczas rozruchów zabity został władca Yakubu II, następcę wybrano dopiero w roku 2006.

## Władcy Dagomba
- ok. 1700 Zangyina
- ? do ? Andan Sighle Bangumanga
- ? Djingle
- ? Gareba
- ? Ziblim Saa
- ? Ziblim Bandamda
- ? Andani I Djangbarga
- ? – 18?? Mahama I Korgu
- 18?? Ziblim Kulunku
- 18?? – 18?? Sumani Zwole
- 18?? – 1864 Yakubu I
- 1864 – 1876 Abdulai I
- 1876 – 1899 Andani II
- 1899 Darimani
- 1917 – 1938 Abdulai II
- 1938 – 1948 Mahama II
- 1948 – 1953 Mahama III
- 1953 – 1967 Abdulai III
- 1968 – 1969 Andani III
- 1969 – 1974 Abdulai IV
- 1974 – 2002 Yakubu II
- od 2006 Nai Agyemang Wyettey Otabi III,